# Noureddine Chamari
Noureddine Chamari (* 1993 in Montpellier) ist ein deutscher Schauspieler.

## Leben
Chamari, der 1993 in Frankreich geboren wurde, ist tunesischer Abstammung. Er besuchte von 2009 bis 2011 verschiedene Theaterworkshops in französischer Sprache. Erste Theaterauftritte mit Hauptrollen hatte er am Mad'Art Theater, dem Theater im Kulturzentrum, in Karthago. Dort spielte er 2010 den Kaufmann Dikoj in Das Gewitter von Alexander Nikolajewitsch Ostrowski und 2011 den Grigori Dekanozov in L'Histoire du communisme racontée aux malades mentaux von Matéï Visniec.
2011 machte er sein Baccalauréat am Lycée Gustave Flaubert in La Marsa. Anschließend ging Chamari nach Deutschland. Von 2011 bis 2015 absolvierte er seine Schauspielausbildung an der Arturo Schauspielschule in Köln. Seine Ausbildung beendete er im Juni 2015 mit dem Schauspieldiplom. Während seines Studiums besuchte er Kamera-Workshops bei Antje Lewald und Sascha Syndicus.
Chamari ist seit 2012 festes Ensemblemitglied am Euro Theater Central Bonn. Im September 2012 übernahm er am Euro Theater Central Bonn verschiedene Rollen (Cleante/Mr. Fleurant/Beline/Thomas Diafoirus) in der französischsprachigen Inszenierung von Molières Komödie Le Malade imaginaire; diese Rolle spielte er dort bis 2016.
2013 übernahm er am Kölner Künstler Theater die Rolle des Khaled in dem Jugendtheaterstück faces, in der er seitdem dort und bei zahlreichen Gastspielen auftritt. Im Mai 2014 gastierte Chamari mit faces bei der Kinder- und Jugendtheater-Woche in Bad Hersfeld. Im September 2014 gastierte er mit Faces im Lincoln Theater in Worms. Im März 2016 steht er im Kölner Künstler Theater wieder als Khaled auf der Bühne.
Am Kölner Künstler Theater spielte er außerdem von 2013 bis 2015 den jungen Asylbewerber Mustafa „Moussa“ Aldakark in dem Stück Unter Menschen 2, einem Jugendtheaterstück über Fremdenfeindlichkeit und Rechtsextremismus.
2014 spielte er am Arkadas-Theater in Köln eine der drei Hauptrollen in der Revue Glück(s)los. Im März 2014 gastierte er im Varieté Freigeist in Viersen in dem Musical Outlaws - schiess oder Stirb. 2015 spielte er am Arturo Theater in Köln in Homo Empathicus von Rebekka Kricheldorf. In der Spielzeit 2015/16 spielte er am Horizont-Theater in Köln die männliche Hauptrolle in dem Zwei-Personen-Stück Das erste Mal des polnischen Michał Walczak.
Im Januar 2016 war er in einer Produktion des Euro Theater Central Bonn einer der Sprecher bei der szenischen Lesung von Albert Camus’ La Chute (Der Fall) in französischer Sprache im Bonner Kunstverein.
Weitere Theaterengagements hatte er am Horizont-Theater in Köln (2016–2018), erneut am Kölner Künstler Theater (2017–2020), bei der Shakespeare Company Coelln (2018) und beim Theater Fettwerk (2018–2020). 2021 spielte er am Theaterforum Kreuzberg den König Wiedehopf in dem Schauspiel Die Vögel.
Außerdem stand Chamari in einigen Film- und Fernsehrollen vor der Kamera. Im Februar 2016 war Chamari in der ZDF-Serie Die Spezialisten – Im Namen der Opfer in seiner ersten größeren Fernsehrolle zu sehen; er spielte den Taliban-Kämpfer und Drogenkurier Jawad Massood. In der 3. Staffel der TV-Serie Die Heiland – Wir sind Anwalt (2021) übernahm er eine Episodenrolle als Arbeitskollege einer Briefzustellerin, die beschuldigt wird, Kreditkarten und PIN-Codes gestohlen zu haben.
Chamari war gelegentlich auch als Sprecher bei Hörspielen und Radio-Features tätig. Er lebt, nach mehreren Jahren in Köln, mittlerweile in Berlin.

## Filmografie
- 2013: Unter uns (Fernsehserie, zwei Folgen)
- 2016: Die Spezialisten – Im Namen der Opfer (Fernsehserie, Folge: Der heilige Krieger)
- 2019: Der Zürich-Krimi: Borchert und die mörderische Gier (Fernsehreihe)
- 2021: Die Heiland – Wir sind Anwalt (Fernsehserie, Folge: Die dreibeinige Kuh)
- 2023: Black Box (Kinofilm)